# Bosseye-Dogabé
Ne doit pas être confondu avec Bosseye-Barabé ou Bosseye-Étage.
Bosseye-Dogabé est une commune située dans le département de Gorom-Gorom, dans la province d'Oudalan, région du Sahel, au Burkina Faso.